# Хидрометеорология
Хидрометеорологията е раздел на метеорологията и на хидрологията, който изучава преноса на вода и енергия между земната повърхност и ниските части на атмосферата. Хидромртеорологията е науката, която прогнозира климатичните промени и акцентира на земните и атмосферните фази от кръговрата на водата. Нейните резултати и изследвания могат да окажат влияние върху екологията и икономиката.
Едни от най-често използваните уреди са дъждомерите и метеорологичните радари.